# Joaquín Vallvé Bermejo
Joaquín Vallvé Bermejo (Tetuán, Protectorado español de Marruecos, 6 de agosto de 1929-Madrid, 3 de octubre de 2011) fue un arabista, historiador y académico de la Historia español.

## Biografía
Nacido el 6 de agosto de 1929 en Tetuán, se licenció en 1954 de Filología Semítica en la Universidad de Granada.
Realizó el doctorado en la Universidad de Madrid, doctorándose finalmente en 1962 con la lectura de Contribución a la historia medieval de Ceuta hasta la ocupación almoravid. Ejerció la cátedra en la Universidad Complutense de Madrid y la Universidad de Barcelona. Elegido académico numerario de la Real Academia de la Historia el 18 de mayo de 1973, ocupó el cargo desde su toma de posesión el 2 de abril de 1989 de 1973 hasta su fallecimiento, que tuvo lugar el 3 de octubre de 2011 en Madrid. Fue pupilo de Emilio García Gómez.
Estuvo casado con Soledad Gilbert Fenech.